# Хайтун, Сергей Давыдович
Сергей Давыдович Хайтун (9 ноября 1941) — кандидат физико-математических наук, ведущий научный сотрудник Института истории естествознания и техники им. С. И. Вавилова РАН, отечественный физик, историк науки.

## Биография
В 1967 г. окончил Московский физико-технический институт по специальности «физика элементарных частиц высоких энергий». С февраля 1972 года работает в Институте истории естествознания и техники им. С. И. Вавилова, ведущий научный сотрудник сектора теоретико-методологических проблем истории естествознания.

## Научная деятельность
Основные направления исследований — история науки, наукометрические и другие количественные методы анализа науки и социальных явлений вообще, науковедение, философия, термодинамика и статистическая физика, физика необратимых явлений, космология, теория эволюции, экономика.
В 1975 году защитил кандидатскую диссертацию на тему «История парадокса Гиббса».
Автор более 170 научных работ, в том числе монографий, статей (в журналах «Scientometrics», «Chechoslovak J. of Physics», «Вопросы философии», «Социологические исследования» и др., в сборниках), а также публицистических работ.

## Избранные труды
- Наукометрия: Состояние и перспективы (1983).
- История парадокса Гиббса (1986).
- Проблемы количественного анализа науки (1989).
- Механика и необратимость (1996).
- Феномен человек на фоне универсальной эволюции (2005).
- Количественный анализ социальных явлений : проблемы и перспективы. — Изд. 2-е. — М. : URSS, 2005. — 274, [3] с. : ил., табл. — ISBN 5-484-00069-6
- Социум против человека: законы социальной эволюции (2006).
- От эргодической гипотезы к фрактальной картине мира: Рождение и осмысление новой парадигмы (2007).
- Тепловая смерть на Земле и сценарий её предотвращения. 1. Энергетика, построенная на круговороте тепла и вечных двигателях второго рода. 2. Вечные двигатели 2-го рода и несостоятельность запрета на них (2009).
- Номенклатура против России. Эволюционный тупик. — М.: Либроком, 2012. — 732 с. — ISBN 978-5-397-02432-7
- Гипотеза о фрактальности Вселенной: Истоки. Основания. Следствия (2018).
- Инвективы против закона возрастания энтропии, усиленные гипотезой о фрактальности Вселенной (2018).